# Jeanne Loury
Jeanne Loury o Jane Loury (París, 26 de noviembre de 1876-París, 16 de julio de 1951) fue una actriz francesa que trabajó en cine y teatro.

## Filmografía
- House in the Sun (1929)
- A Son from America (1932)
- Chotard and Company (1933)
- Topaze (1933)
- The Crisis is Over (1934)
- Seven Men, One Woman (1936)
- Bizarre, Bizarre (1937)
- Monsieur Coccinelle (1938)
- Cavalcade of Love (1940)